# Тумара
Это статья о притоке Алдана. Статью о притоке Бытантая см. Улахан-Саккырыр

Тумара́ — река на Дальнем Востоке России, правый приток реки Алдан (бассейн Лены). Течет по территории Кобяйского и Намского улусов.
Берёт начало в горах Верхоянского хребта. Протекает в пределах Якутии. Длина реки — 236 км (от истока Делинди — 268 км). Площадь водосборного бассейна — 10 300 км².

## Основные притоки
Указаны поименованные притоки длиной 30 км и более.
| Название     | Расстояние от устья | Длина | Положение |
| ------------ | ------------------- | ----- | --------- |
| Тонгургестях | 92                  | 35    | левый     |
| Нуора        | 146                 | 110   | правый    |
| Нёркюнде     | 148                 | 31    | левый     |
| Бургалди     | 167                 | 37    | правый    |
| Ханнах       | 173                 | 75    | левый     |
| Балбук       | 190                 | 59    | правый    |
| Делиндя      | 190                 | 78    | левый     |

Название происходит от якут. тумара — «тундра».